# 吉普·羅賽迪
朱塞佩·哥倫巴諾·「吉普」·羅賽迪（英語：Giuseppe Colombano "Gyp" Rosetti）是一名在HBO電視劇《酒私風雲》中的虛構角色，由波比·簡拿威飾演。羅賽迪是紐約市的黑幫，為喬·馬塞里亞（Ivo Nandi 飾演）工作。他性格魯莽、心胸狹隘，而且會報復一切有意或無意冒犯過他的人，是第三季的主要反派。

## 虛構傳記
羅賽迪出生於西西里島上的一個意大利小鎮斯佩爾林加。他在貧窮中長大，生活在一個雕刻成洞穴的簡陋小屋。他的父親是一個砌磚工，在他50歲時去世。羅賽迪最終移民到美國，並開始為意大利黑幫老大喬·馬塞里亞工作。他在曼哈頓南部經營妓院、地下酒吧和非法賭博場所。他與妻子、兩名女兒和岳母住在一間公寓裡。他被描繪為有施虐受虐狂的性偏愛；他的其中一名戀人在他手淫的時候用腰帶掐住他，並且辱罵他作為性交前的相互挑逗。

### 第三季
在第三季的第一個場景中，羅賽迪因為他不了解三合一油是什麼意思就用卸胎鐵棍打死了一名機械師。他在除夕（1922年12月31日）前往大西洋城，以便從努基手上購買大量的私酒。努基為了簡化他在海灣的運作和守法，便決定把酒精專門賣給阿諾·羅斯汀（米高·舒伯 飾演）。羅賽迪預計如果他要從羅斯汀手上購買的話，價格會漲價到50％，後來詛咒努基並返回紐約市。然而在回紐約的途中，他意識到了塔博爾高地的小鎮絕佳的地理價值，於是他佔據了小鎮並封鎖努基運往至紐約羅斯汀的貨物。因為塔博爾高地坐落在大西洋城和紐約之間冬季旅行的唯一道路上，而且是路上最後一個可以加滿油的地方，所以努基沒有辦法提供酒精。努基最終與羅賽迪休戰，把酒精賣給他，羅賽迪便離開塔博爾高地。然而，當他察覺努基給他的口信「金槍魚骨頭」（Bone For Tuna）時，把它誤讀為意大利語「祝你好運」的「buona fortuna」，當作為侮辱，羅賽迪便改變主意了。這惡化到羅賽迪的手下伏擊一個車隊，並殺死了11名努基的手下。羅斯汀以指派本傑明·西格爾（米高·澤根 飾演）殺死羅賽迪作為回應。雖然西格爾殺害羅賽迪失敗了，但他卻殺死了羅賽迪的四名手下、一名與羅賽迪做愛的女侍應生，導致被徹底激怒的羅賽迪離開塔博爾高地返回了紐約。
在復活節的星期日，羅賽迪的第二把手Tonino Sandrelli（Chris Caldovino 飾演）告訴他，他們在紐約失去的所有地盤是因為他們長期缺席。晚餐後，羅賽迪去到教堂，在那裡他因上帝給予他的這樣的人生而責備衪。然後他打了一名牧師，並偷取了教會的捐贈。馬塞里亞對羅賽迪的長期缺席感到不高興，並命令南澤西州的黑幫和精神變態者Vito Goldfarb殺死羅賽迪。當Goldfarb自告奮勇去開槍時，羅賽迪告訴馬塞里亞，他自己的損失與馬塞里亞從努基和羅斯汀合作的損失都沒有任何關係。羅賽迪說服了馬塞里亞饒恕他的命，並為他提供額外的人馬用來殺死努基和羅斯汀，接管大西洋城。
羅賽迪開展自己的非法進口酒精的生意並佔領大西洋城的計劃，他決心要殺死努基、羅斯汀和查理·盧西安諾（文森特·皮亞扎 飾演），於是派人炸毀了努基最喜歡的高級夜總會，雖然他們三人都倖存下來但爆炸卻致使努基心愛的情婦Billie Kent（梅格·钱伯斯·斯蒂德尔 饰演）死去。努基和羅賽迪之間很快爆發了一場幫派戰爭，兩邊都折損了許多的人馬，其中包括努基的保鏢與最高執行者Owen Sleater（查理·考克斯 飾演）。努基不敵羅賽迪強大的火力很快落敗逃走，羅賽迪和他的手下然後佔據了Gillian Darmody（葛雷琴·莫爾 飾演）妓院，羅賽迪的手下繼續追擊努基，努基只得轉而尋求北邊的領導人Chalky White（迈克尔·K·威廉姆斯 飾演）的保護。羅賽迪試圖說服White交出努基，但White否認知道他的下落，White同意支持努基，並與艾爾·卡彭（史提芬·格拉漢姆 飾演）的人馬一起來反擊羅賽迪。
那天晚上，羅賽迪正要與Gillian做愛，而她試圖給他注射海洛英，這樣她就可以令他變得虛弱從而殺死他。不過，他及時發現了她的企圖並且制服了她，在掙扎時反而給她注射了海洛因。片刻之後，馬塞里亞的手下回到紐約；努基和羅斯汀與馬塞里亞達成了協議，撤回了羅賽迪的支援。然而，White和卡彭的幫派手下在馬塞里亞的手下離開城鎮時伏擊並殺死他們。理查·哈洛（傑克·休斯頓 飾演）出現在妓院，拯救了Gillian的外孫Tommy，並殺死了羅賽迪大部分的手下。羅賽迪僅和他的兩名手下逃脫了哈洛的攻擊，但是羅賽迪的好運已經用完了，當他們在一個海灘停下來時，Tonino（Tonino的表弟此前因在羅賽迪面前出風頭而遭其殺害）突然在羅賽迪的背後刺了他一刀，然後又再在他的胸前補了一刀結果了他。Tonino事後把羅賽迪的屍體帶回了紐約市。

## 反響
該角色為簡拿威獲得2013年黃金時段艾美獎的傑出男配角獎。他與其餘的劇組演員也被提名美國演員工會獎最佳戲劇影集整體演出。羅賽迪被IGN稱為2012年「最佳電視反派」。

## 外部連結
- Gyp Rosetti （页面存档备份，存于） character bio at HBO.com